# Mount Cory, Alberta
Mount Cory är ett berg i Kanada.   Det ligger i provinsen Alberta, i den centrala delen av landet, 3 000 km väster om huvudstaden Ottawa. Toppen på Mount Cory är 2 802 meter över havet, eller 273 meter över den omgivande terrängen. Bredden vid basen är 4,7 km.
Terrängen runt Mount Cory är bergig åt nordväst, men åt sydost är den kuperad.Trakten runt Mount Cory är nära nog obefolkad, med mindre än två invånare per kvadratkilometer.. Närmaste större samhälle är Banff, 8,7 km öster om Mount Cory.
I omgivningarna runt Mount Cory växer i huvudsak barrskog.